# Catch Us If You Can
Catch Us If You Can är en poplåt utgiven av The Dave Clark Five 1965. Låten skrevs av gruppmedlemmarna Mike Smith och Dave Clark. Låten namngav också och var temasång till John Boormans film Catch Us If You Can där gruppen spelade sig själva.
Låten inleds med fingerknäppningar och innehåller ett munspelssolo i dess mittsektion.

## Listplaceringar
| Lista (1965)   | Position              |
| -------------- | --------------------- |
| Kanada         | 5 (RPM)               |
| Storbritannien | 5 (UK Singles Chart)  |
| Sverige        | 9 (Tio i topp)        |
| USA            | 4 (Billboard Hot 100) |